# Rachel Garrett
Rachel Garrett is een personage uit het Star Trek universum. Ze werd gespeeld door de actrice Tricia O'Neil.
Kapitein Rachel Garrett was de commandante van het Federatie ruimteschip USS Enterprise NCC-1701C.
Tijdens een gevecht met de Romulanen bij Narendra III in 2344 verdween ze met haar schip in een tijdvervorming en kwam uit in het jaar 2366, waar ze een USS Enterprise NCC-1701D uit een alternatieve tijdslijn tegenkwam. In deze alternatieve werkelijkheid was de Federatie in oorlog met het Klingonrijk en was aan de verliezende hand. De bemanning van de Enterprise-D begon met de reparaties aan de zwaar beschadigde Enterprise-C, toen ze werden aangevallen door de Klingons. Hierbij kwam kapitein Garrett om het leven.